# Драфт НХЛ 1990
Драфт НХЛ 1990 відбувся 16 червня на стадіоні «Бі-Сі Плейс» (Ванкувер, провінція Британська Колумбія,  Канада) — домашній арені клуба «Ванкувер Канакс». Всього було проведено 12 раундів драфту, в котрих команди НХЛ закріпили свої права на спортивну діяльність 252 хокеїстів.

## Вибір за раундом

### Перший раунд
| №  | Гравець            | Амплуа               | Команда НХЛ            |
| -- | ------------------ | -------------------- | ---------------------- |
| 1  | Овен Нолан         | правий нападник      | «Квебек Нордікс»       |
| 2  | Петр Недвед        | центральний нападник | «Ванкувер Канакс»      |
| 3  | Кіт Прімо          | центральний нападник | «Детройт Ред-Вінгс»    |
| 4  | Майк Річчі         | центральний нападник | «Філадельфія Флаєрс»   |
| 5  | Яромір Ягр         | лівий нападник       | «Піттсбург Пінгвінс»   |
| 7  | Дерріл Сідор       | захисник             | «Лос-Анджелес Кінгс»   |
| 8  | Деріен Гетчер      | захисник             | «Міннесота Норз-Старс» |
| 10 | Дрейк Береговський | захисник             | «Торонто Мейпл-Ліфс»   |
| 11 | Тревор Кідд        | воротар              | «Калгарі Флеймс»       |
| 12 | Тернер Стівенсон   | правий нападник      | «Монреаль Канадієнс»   |
| 14 | Бред Мей           | лівий нападник       | «Баффало Сейбрс»       |
| 15 | Марк Грейг         | правий нападник      | «Гартфорд Вейлерс»     |
| 18 | Шон Антоскі        | лівий нападник       | «Ванкувер Канакс»      |
| 19 | Кіт Ткачук         | лівий нападник       | «Вінніпег Джетс»       |
| 20 | Мартін Бродо       | воротар              | «Нью-Джерсі Девілс»    |
| 21 | Браян Смолінскі    | центральний нападник | «Бостон Брюїнс»        |

### Наступні раунди
| №          | Гравець             | Амплуа               | Команда НХЛ            |
| ---------- | ------------------- | -------------------- | ---------------------- |
| 2-й раунд  |                     |                      |                        |
| 22         | Раян Г'юз           | центральний нападник | «Квебек Нордікс»       |
| 23         | Їржі Шлегр          | захисник             | «Ванкувер Канакс»      |
| 24         | Девід Герлок        | захисник             | «Нью-Джерсі Девілс»    |
| 25         | Кріс Саймон         | лівий нападник       | «Філадельфія Флаєрс»   |
| 27         | Кріс Тейлор         | центральний нападник | «Нью-Йорк Айлендерс»   |
| 31         | Фелікс Потвен       | воротар              | «Торонто Мейпл-Ліфс»   |
| 32         | Веса Війтакоскі     | лівий нападник       | «Калгарі Флеймс»       |
| 34         | Дуг Вейт            | центральний нападник | «Нью-Йорк Рейнджерс»   |
| 36         | Джефф Сендерсон     | центральний нападник | «Гартфорд Вейлерс»     |
| 37         | Іван Дроппа         | захисник             | «Чикаго Блекгокс»      |
| 40         | Мікаель Ренберг     | лівий нападник       | «Філадельфія Флаєрс»   |
| 3-й раунд  |                     |                      |                        |
| 45         | В'ячеслав Козлов    | центральний нападник | «Детройт Ред-Вінгс»    |
| 47         | Кріс Терьєн         | захисник             | «Філадельфія Флаєрс»   |
| 53         | Майк Данем          | воротар              | «Нью-Джерсі Девілс»    |
| 56         | Бред Бомбардир      | захисник             | «Нью-Джерсі Девілс»    |
| 63         | Кем Стюарт          | крайній нападник     | «Бостон Брюїнс»        |
| 4-й раунд  |                     |                      |                        |
| 69         | Джефф Нільсен       | крайній нападник     | «Нью-Йорк Рейнджерс»   |
| 73         | Дербі Гендріксон    | центральний нападник | «Торонто Мейпл-Ліфс»   |
| 77         | Олексій Жамнов      | центральний нападник | «Вінніпег Джетс»       |
| 5-й раунд  |                     |                      |                        |
| 85         | Сергій Зубов        | захисник             | «Нью-Йорк Рейнджерс»   |
| 95         | Ден Мелкок          | захисник             | «Нью-Джерсі Девілс»    |
| 97         | Ріхард Шмеглик      | захисник             | «Баффало Сейбрс»       |
| 6-й раунд  |                     |                      |                        |
| 109        | В'ячеслав Буцаєв    | центральний нападник | «Філадельфія Флаєрс»   |
| 113        | Роман Турек         | воротар              | «Міннесота Норз-Старс» |
| 114        | Андрій Ковальов     | крайній нападник     | «Вашингтон Кепіталс»   |
| 115        | Олександр Годинюк   | захисник             | «Торонто Мейпл-Ліфс»   |
| 116        | Любомір Колник      | правий нападник      | «Нью-Джерсі Девілс»    |
| 122        | Кеййо Сяйлюноя      | лівий нападник       | «Едмонтон Ойлерс»      |
| 123        | Крейг Конрой        | центральний нападник | «Монреаль Канадієнс»   |
| 7-й раунд  |                     |                      |                        |
| 133        | Роберт Ланг         | центральний нападник | «Лос-Анджелес Кінгс»   |
| 136        | Ерік Лакруа         | крайній нападник     | «Торонто Мейпл-Ліфс»   |
| 140        | Джон Ліллей         | крайній нападник     | «Вінніпег Джетс»       |
| 141        | Єргуш Бача          | захисник             | «Гартфорд Вейлерс»     |
| 146        | Дмитро Фролов       | захисник             | «Динамо» (Москва)      |
| 8-й раунд  |                     |                      |                        |
| 148        | Андрій Коваленко    | правий нападник      | «Квебек Нордікс»       |
| 156        | Петер Бондра        | центральний нападник | «Вашингтон Кепіталс»   |
| 158        | Олександр Карповцев | захисник             | «Квебек Нордікс»       |
| 168        | Джон Груден         | захисник             | «Бостон Брюїнс»        |
| 9-й раунд  |                     |                      |                        |
| 173        | Ладіслав Карабін    | лівий нападник       | «Піттсбург Пінгвінс»   |
| 177        | Кен Клі             | захисник             | «Вашингтон Кепіталс»   |
| 185        | Ріхард Жемлічка     | лівий нападник       | «Едмонтон Ойлерс»      |
| 10-й раунд |                     |                      |                        |
| 200        | Корі Шваб           | воротар              | «Нью-Джерсі Девілс»    |
| 203        | Міка Алатало        | лівий нападник       | «Вінніпег Джетс»       |
| 204        | Еспен Кнутсен       | центральний нападник | «Гартфорд Вейлерс»     |
| 11-й раунд |                     |                      |                        |
| 211        | Міка Стремберг      | захисник             | «Квебек Нордікс»       |
| 218        | Оле Ескіл Дальстрем | центральний нападник | «Міннесота Норт-Старс» |
| 221        | Валерій Зелепукін   | лівий нападник       | «Нью-Джерсі Девілс»    |
| 226        | Стів Дубинський     | центральний нападник | «Чикаго Блекгокс»      |
| 12-й раунд |                     |                      |                        |
| 244        | Сергій Нємчинов     | центральний нападник | «Нью-Йорк Рейнджерс»   |

## Сумарна статистика за країнами
| Місце                      | Країна                     | Кількість |
| -------------------------- | -------------------------- | --------- |
| 1                          | Канада                     | 123       |
| 2                          | США                        | 72        |
| Всього з Північної Америки | Всього з Північної Америки | 195       |
| 3                          | Чехословаччина             | 22        |
| 4                          | СРСР                       | 14        |
| 5                          | Фінляндія                  | 11        |
| 6                          | Швеція                     | 7         |
| 7                          | Норвегія                   | 3         |
| Всього з Європи            | Всього з Європи            | 57        |